# Soledad (peruwiańska telenowela)
Soledad (Soledad) – peruwiańska telenowela z 2000 roku produkcji America Producciones licząca 200 odcinków. w rolach głównych Coraima Torres i Guillermo Pérez.

## Fabuła
Alma Díaz del Castillo od śmierci męża poświęciła się czwórce swych dzieci: Soledad, Antonii, Fátimie i Juanjowi. Najstarsza Soledad jest skromną sekretarką, ma narzeczonego, który mieszka niedaleko, także w niebogatej dzielnicy, i w którym właściwie nie jest zakochana.
Przed ślubem swej siostry Antonii Soledad idzie do kwiaciarni zamówić kwiaty na uroczystość. Tu poznaje Migueal Angela Olivaresa, w którym zakochuje się od pierwszego wejrzenia. Miguel Angel jest szefem Beauty Corporation, dużej firmy kosmetycznej. Soledad robi na nim spore wrażenie – Miguel Angel, choć żonaty, nie przestał być czuły na urodę innych kobiet: miewa przygody zwłaszcza z modelkami pracującymi dla jego firmy. Żoną Miguela Angela jest Victoria Alvarez. To kobieta dojrzała, dużo starsza od swego męża, bardzo o niego zazdrosna. Ma obsesję na punkcie swojej twarzy, ciała i wieku – chciałaby, by żaden z tych elementów nie zmienił się przez ostatnie 20 lat.
Zrządzeniem losu, Soledad zaczyna pracować w Beauty Corporation jako sekretarka Miguela Angela. Bliskość szefa sprawi, że Soledad zapomni o wszelkich zasadach, które wpajała jej matka i odda się namiętności.

## Obsada
- Coraima Torres ... Soledad Diaz
- Guillermo Perez ... Miguel Angel Olivares
- Lupita Ferrer ... Victoria Alvarez Calderon
- Vanessa Saba... Rafaela
- Sonia Oquendo ... Laura Alvarez Calderon
- Maria Cristina Lozada ... Alma Castillo de Diaz
- Karina Calmet ... Antonia Diaz
- Teddy Guzman ... Eva Rodriguez
- Martha Figueroa ... Susana Alvarez Calderon
- Hernan Romero  ... Jorge Bustamante
- Julian Legaspi  ... Emilio Zapata
- Renato Rossini  ... Koki Bustamante
- Gabriel Anselmi  ... Juan Jose Diaz
- Bernie Paz  ... Leonardo Garcia
- Cecica Bernasconi
- Silvana Arias ... Lucia Reyes
- Marcelo Oxenford ... Don Octavio Salazar
- Ernesto Cabrejos ... Suavino
- Sergio Galliani ... Machito Guzman
- Ricardo Fernandez ... Aurelio Garcia
- Ebelin Ortiz ... La Caribena
- Jose Luis Ruiz ... Marcos
- Maricielo Effio ... Teresa Munoz
- Haydee Caceres ... Margarita Reyes
- Natalia Streignard ... Debora Gutierrez
- Carlos Mesta... Federico Mendez
- Carlos Tuccio ... Justino Romero
- Jean Pierre Vismara ... Caramelo
- Carlos Cano ... Comandante de la policia
- Eduardo Serrano ...Gonzalo Ferrerti
- Johanna San Miguel ... Delicia Morales
- Javier Echevarria ... Diego Garcia
- Ana Cecilia Natteri... Socorro Garcia
- Tatiana Espinoza... Coty de Guzman
- Monica Rossi ... Ana Lopez
- Karen Spano ... Leslie
- Milagros Vidal  ... Fatima Diaz Castillo
- Agustin Benites ... Ignacio
- Mari Pili Barreda ... Beatriz Aguilar
- Luis Alberto Urrutia ... Gustavo Salazar